# Агитпоезда в Кривом Роге
Агитпоезда в Кривом Роге — событие посещения города Кривой Рог агитпоездами в период Гражданской войны.

## История
18 сентября 1919 года в Кривой Рог с деловым визитом прибыл первый агитпоезд «Октябрьская революция» во главе с председателем Совета народных комиссаров УССР Христианом Раковским. Состоялась концертная программа, приуроченная ко Дню Парижской коммуны.
Вечером 28 августа 1920 года к перрону станции Карнаватка прибыл агитпоезд ВУЦИК имени В. И. Ленина во главе с Григорием Петровским и оставался здесь до 30 августа. За это время Григорий Петровский выступил на митингах на станции Карнаватка, Галковском руднике, городском собрании коммунистов, посетил Ингулец и Широкое, сёла Благодатное, Лозоватку и Гурьевку. Тема митингов касалась формирования отрядов по борьбе с Врангелем, укреплению советской власти и восстановлению рудников. Работники агитпоезда распространяли политическую литературу, демонстрировали хроникально-документальные фильмы, устраивали прослушивание грампластинок с записями речей В. И. Ленина.
В сентябре 1920 года прибыл агитпоезд имени В. И. Ленина во главе с Клубным для изучения экономического состояния, сельскохозяйственной и культурно-просветительской работы.
6 июня 1922 года, во время голода, приезжали Михаил Калинин и Григорий Петровский для содействия в организации системы помощи наиболее пострадавшим слоям населения.